# 지미 오즈먼드
지미 오즈먼드(Jimmy Osmond, 본명(本名)은 제임스 아서 오즈먼드(James Arthur Osmond), 1963년 4월 16일 ~ )는 미국의 남성 가수, 작사가, 연극배우, 텔레비전 연기자, 뮤지컬 배우, 트럼페터, 성우, 영화배우, 영화연출가, 기업가이다.

## 생애
미국 캘리포니아주 로스 앤젤레스 시티 카노가 파크 구역에서 출생하여 지난날 한때 미국 유타주 오그던에서 잠시 유아기를 보낸 적이 있는 그는 1967년 미국에서 연극배우 첫 데뷔를 하였고 1971년 미국에서 뮤지컬 배우 데뷔를 하였으며 이듬해 1972년 일본에서 솔로 가수 데뷔하였고 이어 같은 해 1972년 미국에서 보컬 음악 그룹 "오즈먼즈(Osmonds)"의 보컬리스트로 가담하였으며 1년 후 1973년 솔리스트 트럼페터로서의 1번째 개인 음반을 발표하였고 이듬해 1974년 미국에서 텔레비전 연기자로 입문하였으며 1976년 미국·헝가리 합작 애니메이션 영화 《Hugo the hippo》의 음성 조연으로 성우 데뷔하였고 1978년 미국 영화 《The great brain》에 출연하여 본격 영화배우 데뷔하였으며 1989년 미국 영화 《It nearly wasn't Christmas》로 영화연출가 데뷔하였다.

## 유명세
그는 보통적으로 대한민국 국내에서는 《Mother of mine》 (곡의 작곡자는 Bill Parkinson) 라는 노래 작품의 오리지널 원곡 가수로도 널리 잘 알려져 있다. 하지만 원곡을 처음 취입한 가수는 스코틀랜드의 소년 가수였던 닐 레이드 (Neil Reid)이다. 지미 오즈먼드의 대표곡은 Long Haired Lover from Liverpool이다.